# Eutelsat 48C
O Eutelsat 48C (anteriormente chamado de Eutelsat W3, Eutelsat W6 e Eutelsat 21A) foi um satélite de comunicação geoestacionário europeu construído pela Alcatel Space. Ele está localizado na posição orbital de 48 graus de longitude leste e era operado pela Eutelsat, empresa com sede em Paris. O satélite foi baseado na plataforma Spacebus-3000B2 e sua vida útil estimada era de 12 anos. Saiu de serviço em outubro de 2014 e foi transferido para a órbita cemitério.

## História
O satélite foi originalmente denominado de Eutelsat W3 e localizado na posição orbital de 7 graus leste, mas foi substituído prematuramente devido a razões técnicas pelo satélite Eutelsat W3A. Ele foi transferido para a posição 21,5° leste e renomeado para Eutelsat W6.
No dia 1 de março de 2012 a Eutelsat adotou uma nova designação para sua frota de satélites, todos os satélites do grupo assumiram o nome Eutelsat associada à sua posição orbital e uma letra que indica a ordem de chegada nessa posição, então o satélite Eutelsat W6 foi renomeado para Eutelsat 21A.
Após o lançamento do Eutelsat 21B em 10 de novembro de 2012, que substituiu o Eutelsat 21A na sua posição orbital. O Eutelsat 21A foi transferido para uma nova posição orbital em 48° leste, e mais uma vez foi renomeado agora para Eutelsat 48C.

## Lançamento
O satélite foi lançado com sucesso ao espaço no dia 12 de abril de 1999, às 02:50 UTC, abordo de um Atlas IIA (AC-201) 120 a partir da Estação da Força Aérea de Cabo Canaveral, na Flórida, EUA. Ele tinha uma massa de lançamento de 3.183 kg.

## Capacidade e cobertura
O Eutelsat 48C era equipado com 24 transponders em banda Ku fornecendo radiodifusão, telecomunicações, TV Direct-to-home e serviços de negócios para Europa, Ilhas do Atlântico, Norte da África, Oriente Médio, Ásia Central.